# Hans Fehr (Jurist)
Hans Fehr (* 9. September 1874 in St. Gallen; † 21. November 1961 in Muri bei Bern) war ein Schweizer Rechtshistoriker.

## Leben
Das Studium der Rechtswissenschaften absolvierte Fehr an den Universitäten Würzburg, Bonn, Berlin und Bern. Ab 1894 war er Mitglied des Corps Nassovia Würzburg.  Im Jahr 1899 wurde Fehr mit einer Dissertation über Staat, Kirche und Recht im Kanton St. Gallen in Bern promoviert. Nach der Habilitation 1904 in Leipzig über Die Entstehung der Landeshoheit im Breisgau führte ihn seine wissenschaftliche Laufbahn zunächst an die Universität Jena (1906). Die Friedrichs-Universität Halle berief ihn 1912 auf ihren Lehrstuhl. 1917 folgte er dem Ruf der Universität Heidelberg. 1924 übersiedelte er an seine letzte Wirkungsstätte nach Bern.
Neben seinen zivilrechtlichen, insbesondere handelsrechtlichen und rechtshistorischen Untersuchungen wurde Fehr vor allem durch seine Analysen des Verhältnisses von Recht und Kunst bedeutsam, also im Schnittfeld zwischen Rechtsikonographie und Rechtlicher Volkskunde. Zu diesem Thema veröffentlichte er zwischen 1923 und 1936 einen dreibändigen Zyklus.
Schon in jungen Jahren wurde Fehr in St. Gallen mit Emil Nolde bekannt, bei dem er damals Zeichenunterricht nahm. Daraus entwickelte sich eine tiefe Freundschaft, die über sechzig Jahre währen sollte. In der NS-Zeit war Fehr einer der wenigen, die Nolde durch Zuspruch und Zuwendungen unterstützten. Nach Noldes Tod widmete Fehr seinem Freund eine Biografie, die zugleich sein letztes eigenes Buch war.
Zu Fehrs 70. Geburtstag im Jahre 1944 ehrten ihn seine Schüler und Weggefährten mit einer Festgabe unter der Überschrift Kunst und Recht, die wegen der politischen Verhältnisse erst 1948 erscheinen konnte.

## Schriften (Auswahl)
- Deutsche Rechtsgeschichte (entstanden 1914–1918).
- Hammurapi und das salische Recht (1910).
- Die Rechtsstellung der Frau und der Kinder in den Weistümern Jena 1912.
- Das Recht im Bilde (1923).
- Das Recht im deutschen Volkslied (1926).
- Das Recht in der Dichtung (1931).
- Rechtliche Volkskunde (1936).
- Die Dichtung im Recht (1937).
- Das Recht in den Sagen der Schweiz (1955).
- Emil Nolde. Ein Buch der Freundschaft (1957).